# Estadio Algarve
El estadio Algarve (en portugués estádio Algarve) está ubicado en la ciudad de Faro, Portugal. Fue construido para ser sede de la Eurocopa 2004; en dicho torneo se disputaron allí dos partidos. Está catalogado por la UEFA como un estadio de elite. También sirvió como escenario para los encuentros de fútbol de la selección de Gibraltar hasta 2017.

## Partidos disputados en la Eurocopa 2004 en el estadio
| 12 de junio de 2004, 19:45 | España      | 1:0 (0:0) | Selección de fútbol | Estádio Algarve, Faro-Loulé                                   |                                                               |
|                            | Valerón 60' |           |                     | Asistencia: 28.182 espectadores Árbitro(s): Urs Maier (Suiza) | Asistencia: 28.182 espectadores Árbitro(s): Urs Maier (Suiza) |

| 20 de junio de 2004, 19:45 | Rusia                     | 2:1 (2:1) | Grecia     | Estádio Algarve, Faro-Loulé                                            |                                                                        |
|                            | Kirichenko 2' Bulykin 17' |           | Vryzas 43' | Asistencia: 24.347 espectadores Árbitro(s): Gilles Veissière (Francia) | Asistencia: 24.347 espectadores Árbitro(s): Gilles Veissière (Francia) |

| 26 de junio de 2004, 19:45 | Suecia                                                                 | 0:0 (0:0, 0:0) (t. s.)(4:5 p.) | Países Bajos                                                  | Estádio Algarve, Faro-Loulé                                           |  |
|                            |                                                                        |                                |                                                               | Asistencia: 27.762 espectadores Árbitro(s): Lubos Michel (Eslovaquia) |  |
|                            |                                                                        | Tiros desde el punto penal     |                                                               |                                                                       |  |
|                            | Källström · Larsson · Ibrahimović · Ljungberg · Wilhelmsson · Mellberg |                                | Van Nistelrooy · Heitinga · Reiziger · Cocu · Makaay · Robben |                                                                       |  |

- Archivo:Gibralter V (3).JPG